# 藤本事件
藤本事件（ふじもとじけん）とは1951年（昭和26年）に熊本県菊池郡で発生した爆破事件および殺人事件である。地名を取って菊池事件と呼称する場合もある。
被告人はハンセン病患者であり、差別に基づく冤罪であったとの指摘があり、後に証拠品の複数で不正が行われていたことが明らかになっている。

## 事件の概要

### 第一の事件
熊本県菊池郡水源村（現在の菊池市の一部）の村役場衛生課職員（当時50歳）の自宅にダイナマイトが投げ込まれたのは1951年8月1日のことであった。ダイナマイト自体は完全には爆発しなかった。衛生課職員とその子供が軽傷を負った。
警察は、同村の住民・藤本松夫（当時29歳）を容疑者と断定した。藤本はハンセン病に罹患しているとしてハンセン病施設国立療養所菊池恵楓園への入所を勧告されていた。この入所勧告を被害者職員の通報によるものと逆恨みしての犯行とされた。藤本はこのダイナマイト事件で逮捕された後、恵楓園内の熊本刑務所代用留置所（外監房）に勾留され、裁判は熊本地裁菊池恵楓園出張法廷で行われた。裁判ではダイナマイトの入手先が解明されなかった。藤本に対して1952年6月9日に熊本地裁は、殺人未遂と火薬類取締法違反で懲役10年の有罪判決を宣告した。藤本は控訴・上告したが、1953年9月15日に最高裁で上告が棄却され、有罪が確定した。

### 第二の事件
藤本はダイナマイト事件一審判決直後の1952年6月16日に恵楓園内の菊池拘置所から脱獄した。ところが、3週間後の7月7日午前7時ごろ、村の山道でダイナマイト事件の被害者職員が全身20数箇所を刺され惨殺されているのが登校中の小学生に発見された。その6日後、山狩りをしていた警官や村人らによって発見された藤本は、誰何されて崖の上の小屋から飛び降り、畑を通って逃げようとした際に拳銃で4発撃たれ、右前腕に貫通射創を受けて逮捕された。
藤本は逃走罪及び殺人罪で追起訴され、公判は熊本地裁菊池恵楓園出張法廷で行われた。検察はこの犯行を「執拗に殺害を計画し、一回目は失敗し、二回目に達しており、復讐に燃えた計画的犯行」であるとした。1953年8月29日に熊本地裁は藤本に死刑を宣告した。藤本は控訴・上告したが、1957年8月23日に最高裁が上告を棄却し死刑が確定した。
懲役刑および死刑の確定後も藤本は通常の刑務所や拘置所に移送されることなく、恵楓園内の菊池医療刑務支所に収容されたまま3度の再審請求を行った。いずれも棄却された。1962年9月14日午前中、藤本は福岡拘置所へ移送となり、同日午後1時ごろ死刑が執行された。3度目の再審請求が棄却となった翌日のことであった。

## 支援団体
全国ハンセン氏病患者協議会は、岩波書店の雑誌課長らを中心に結成された「藤本松夫さんを死刑から救う会」とともに早くから藤本を支援していた。1960年には支持者は政党人、作家、文化人、宗教家ら1000名に達し、公正裁判を求める署名は50000筆を超えた。「救う会」には日本共産党の野坂参三や、後に首相になった中曽根康弘なども名を連ねた。

## 捜査および裁判に対する疑問
全国ハンセン氏病患者協議会によれば、捜査および裁判では次のような疑問点が指摘されている。

### 捜査段階
- （爆破事件について）爆破に使われた導火線や布片が被告人の家から発見されたとする。だが、当時は衣料切符による配給制度がとられていたため、同じ生地はどの家にもあった[1]。
- 取り調べは、銃弾が貫通した腕の痛みを無視して行われた[1]。
- タオル1本からA型の血液が検出された。藤本も被害者もA型である[1]。
- 凶器とされた短刀が、現場付近からではなく歩いて10分も離れた農具小屋から発見された[1]
- 当時の技術では短刀から血痕が検出されなかった。それは農具小屋の傍らの池で被告人が洗ったためだとされた[1]。
- 最初の調書では凶器は鎌とされていた。しかし、検死の結果、短刀に切り替えられた[1]。
- 藤本の逃走中に、藤本に罪を着せれば逃げられると考えて窃盗事件を起こした者がいた。衛生課職員は村では恨まれていたので動機のある者は他にもいる[1]。

### 裁判
第一の事件と同様、第二の事件も、最高裁判所の決定に基づき、審理は裁判所ではなく療養所内に設置された特設法廷で行われた。そのうえ裁判官、検察官、弁護人らは感染を恐れ、白い予防服とゴム長靴を着用し、ゴム手袋をはめた手で証拠物を扱い、調書をめくるのには火箸を使っていたという。
なお国の委託を受けた日弁連法務研究財団は、2005年3月、調査報告書で「手続的保障が十分に尽くされ（ていた事件かという）視野に立った場合、藤本事件は、到底、憲法的な要求を満たした裁判であったとはいえないだろう」と指摘した。

## 特別法廷違憲判決
2020年2月26日、熊本地裁は「特別法廷での審理は人格権を侵害し、患者であることを理由とした不合理な差別で、憲法に違反する」との判断を示した。判決では、当時のハンセン病に関する科学的知見に照らしても合理性がなく、人格権を保障する憲法13条、法の下の平等を定める憲法14条1項に違反し、裁判公開の原則を定める憲法37条1項、82条1項にも違反する疑いがあるとされた。ただし、原告の元患者らは元死刑囚の親族ではなく法律上保護される利益があるとは認められないとして、国への賠償請求は棄却した。
控訴期限までに原告らが控訴しなかったため、地裁の違憲判断が確定した。

## 題材にした作品
- この事件に取材して、冬敏之が『藤本事件』という小説を書いている。（『民主文学』掲載）
- この事件を基にして、中山節夫が『新・あつい壁』という映画をつくっている。
- この事件をモデルにして、木々高太郎が「熊笹にかくれて」という小説を書いている。（桃源社）